# Grümpel (Steinberg)

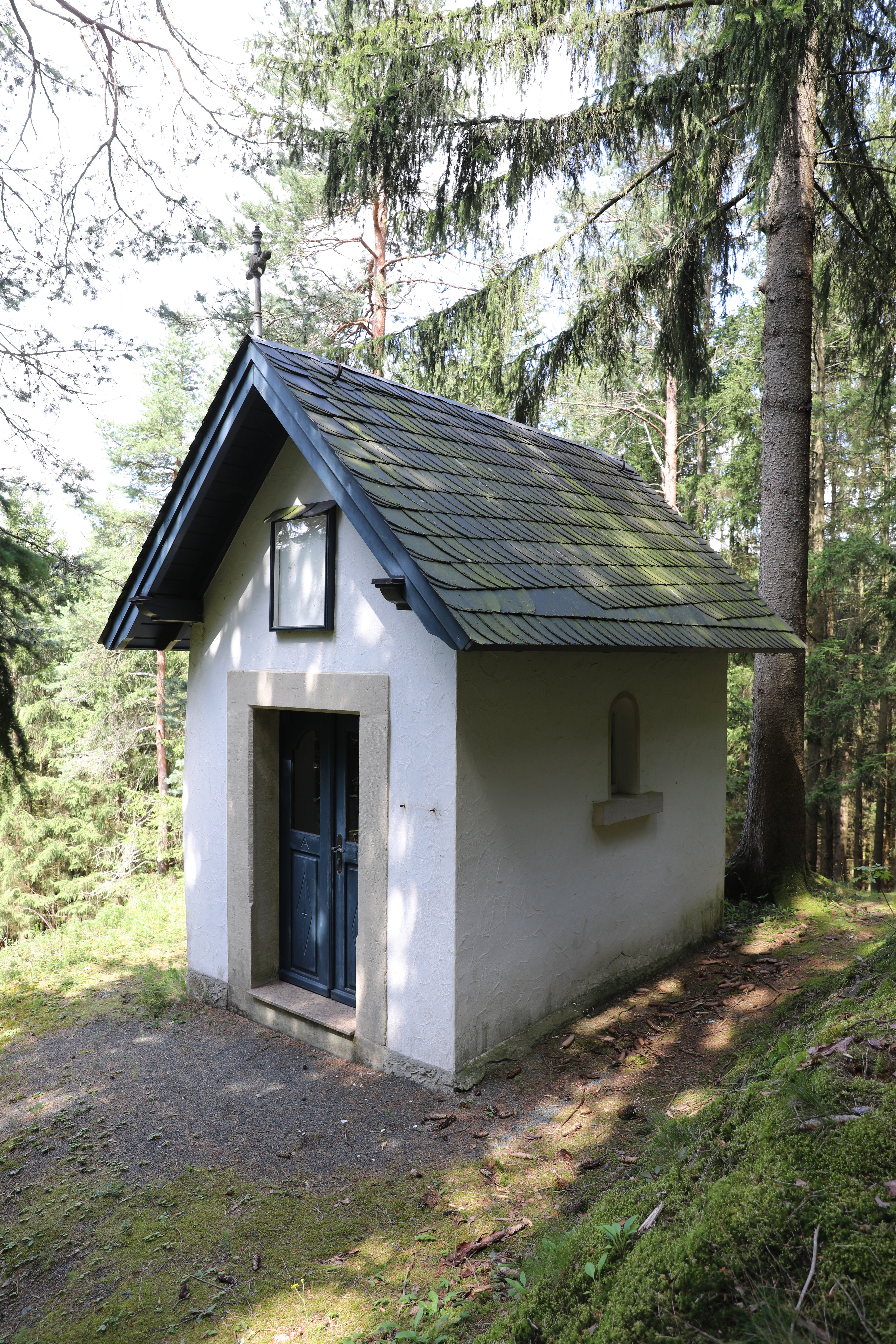
Wegkapelle

Grümpel ist ein Gemeindeteil der Gemeinde Wilhelmsthal im Landkreis Kronach (Oberfranken, Bayern).

## Geographie
Das Dorf besteht aus den drei Einzelsiedlungen Grümpel, Glasbach und Steinhausmühle, die sich verstreut am linken Ufer der Grümpel befinden. Eine Gemeindeverbindungsstraße führt nach Untergrümpelmühle (1,9 km nördlich) bzw. nach Wilhelmsthal zur Staatsstraße 2200 (2 km südwestlich). Eine weitere Gemeindeverbindungsstraße führt zur Kreisstraße KC 28 (0,8 km östlich).

## Geschichte
Gegen Ende des 18. Jahrhunderts gab es in Grümpel östlich der Grümpel mit Glasbach 5 Anwesen (4 Söldengüter, 1 Tropfhaus). Das Hochgericht übte das bambergische Centamt Kronach aus. Die Grundherrschaft über sämtliche Anwesen hatte das Rittergut Weißenbrunn-Steinberg inne.
Mit dem Gemeindeedikt wurde Grümpel dem 1808 gebildeten Steuerdistrikt Steinberg und der 1818 gebildeten Ruralgemeinde Steinberg zugewiesen. Am 1. Mai 1978 wurde Grümpel im Zuge der Gebietsreform in Bayern in die Gemeinde Wilhelmsthal eingegliedert.

### Baudenkmäler
- Haus Nr. 24: Ehemaliges Gemeindehaus
- Wegkapelle

### Einwohnerentwicklung
| Jahr      | 001818 | 001861 | 001871 | 001885 | 001900 | 001925 | 001950 | 001961 | 001970 | 001987 |
| Einwohner | 26     | 31     | 30     | 35     | 35     | 54     | 43     | 39     | 58     | 60     |
| Häuser    | 4      |        |        | 5      | 6      | 7      | 8      | 7      |        | 13     |
| Quelle    | [ 5 ]  | [ 7 ]  | [ 8 ]  | [ 9 ]  | [ 10 ] | [ 11 ] | [ 12 ] | [ 13 ] | [ 14 ] | [ 1 ]  |

## Religion
Der Ort ist römisch-katholisch geprägt und nach St. Laurentius in Neufang gepfarrt.